# Прибутковий будинок Уткіна
Прибутковий будинок Уткіна —  будинок у центрі Києва, біля залізничного вокзалу. Архітектор Олександр Вербицький.

## Опис
Двоповерхова садиба була розміщена на березі річки Либідь коло залізничного вокзалу за старою адресою: вулиця Безаківська, 29 (нині Вулиця Симона Петлюри). Будинком володів купець 2-ї гільдії Іван Якович Уткін, що займався продажем олійних фарб.
Має двовісну композицію фасаду, дві бічні розкріповки, що акцентовані аттиками. Фасад був нетинькований, мав цегляний декор, ніші, дентикули, карнизи, ґзимси, фризи, декоровані замкові камені накладалися ліпленими гіпсовими елементами. Фасад втратив багато декоративних елементів: вази на аттиках, ліпні картуші, які прикрашали простінки між вікнами другого поверху.
Будинок збудований із цегли виробництва заводу київського купця Григорія Савовича Яська (Г.С.Ясько).

## Знесення
Станом на початок 2021 року в приміщенні містилися офіси, які постійно функціонували й підтримували будинок та прибудинкову територію в належному (не аварійному) стані. Після отримання інформації про плановане знесення садиби та зведення на її місці житлового комплексу (апарт-готелю) на 26 поверхів (замовник — Zim Group, кінцевий бенефіціар — А.А. Маційчук) громадські активісти почали кампанію за збереження цього історичного будинку.
11 квітня 2021 стало відомо, що будинок знесено. Лише після початку демонтажних робіт (повністю розібрано дах і частково — другий поверх) було відкрито кримінальне провадження у Прокуратурі міста Києва за статтею 356 КК України (самоправство), однак руйнування пам'ятки не припинили.

## Позиція власника будівлі
На запити громадських активістів пресслужба власника ділянки (компанія «Приват») відповіла, що їм нічого не відомо про охоронний статус будівлі і що «згадувана у ЗМІ назва “будинок Уткіна” не має під собою жодного документального підґрунтя». Представники власника посилалися на дозвільні документи від ДАБІ, які з огляду на «аварійний стан» будівлі давали їм право на її «частковий демонтаж» (до рівня фундаменту) та «реконструкцію під готель».

## Галерея

Історичне фото 1934—1936 рр.
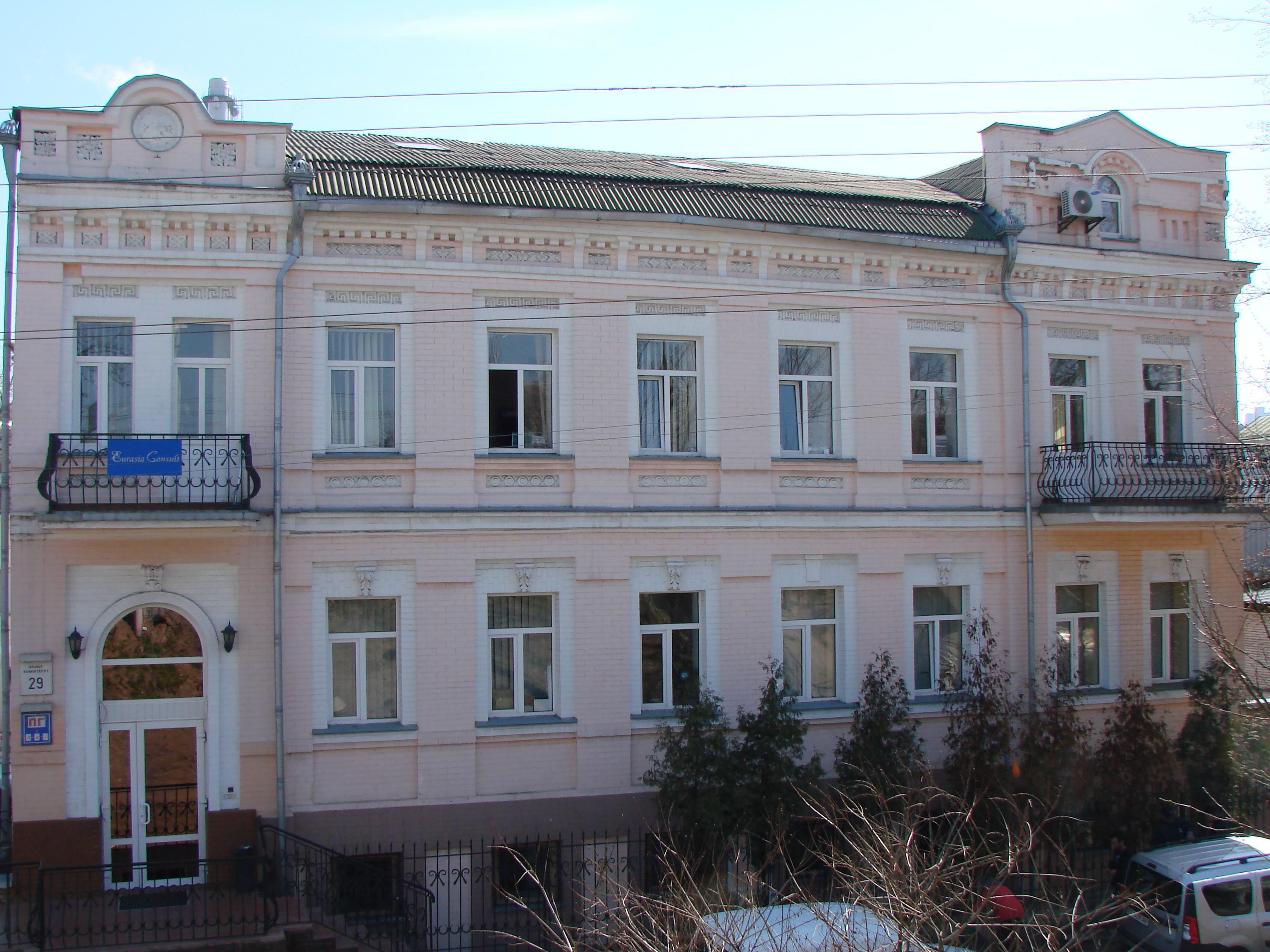